# Ripa (rione de Roma)

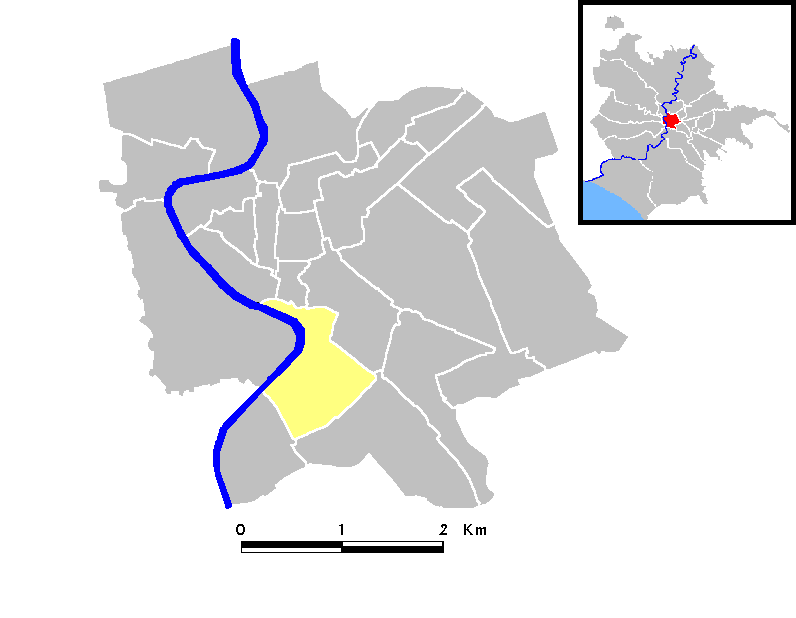
Mapa do Rione XII - Ripa

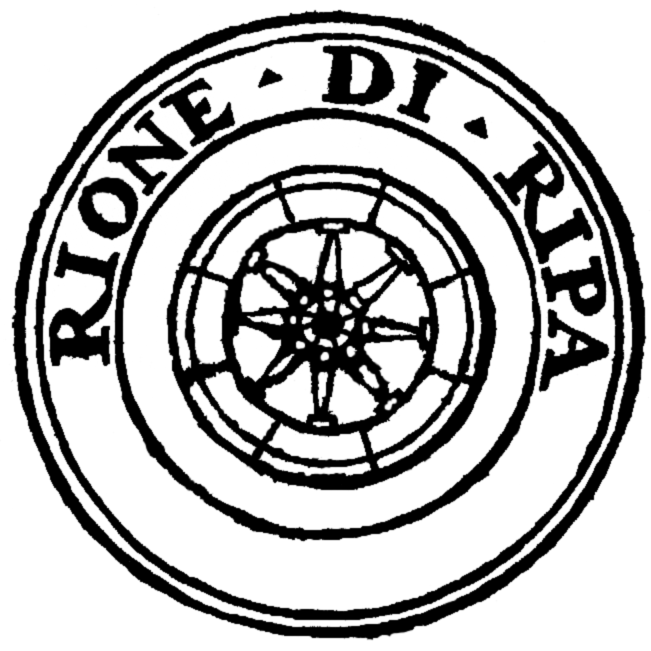
Brasão de Ripa: um timão branco em fundo vermelho, lembrando o Porto di Ripa Grande, no Trastevere, mas de frente para Ripa

Ripa é um dos vinte e dois riones (bairros) de Roma, oficialmente numerado como Rione XII, localizado no Municipio I. Seu nome é uma referência ao mais importante porto de Roma na época, o porto de Ripa Grande.

## História
Ripa foi um rione bastante grande até 1921, quando foram separados os riones Testaccio e San Saba, e abrangia a margem esquerda do Tibre no interior da Muralha Aureliana do Velabro até a Porta de São Sebastião.
Neste período, foi uma região esparsamente povoada: durante o período romano antigo, equivalia às regiões XI até a XIII (Circo Máximo, Piscina Pública e Aventino).
Na Idade Média, a parte alta do rione permaneceu praticamente desabitada, com exceção de alguns mosteiros e castelos baronais fortificados, como a Rocca Savella.

## Vias e monumentos
- Arco di San Lazzaro
- Colonna Infame (Isola Tiberina)
- Giardino degli Aranci
- Isola Tiberina
- Lungotevere Aventino
- Lungotevere dei Pierleoni
- Parco degli Aranci
- Piazza della Bocca della Verità
  - Fontana dei Tritoni
- Piazza dei Cavalieri di Malta
- Ponte Cestio
- Ponte Emília
- Ponte Fabricio
- Ponte Palatino
- Ponte Sublicio

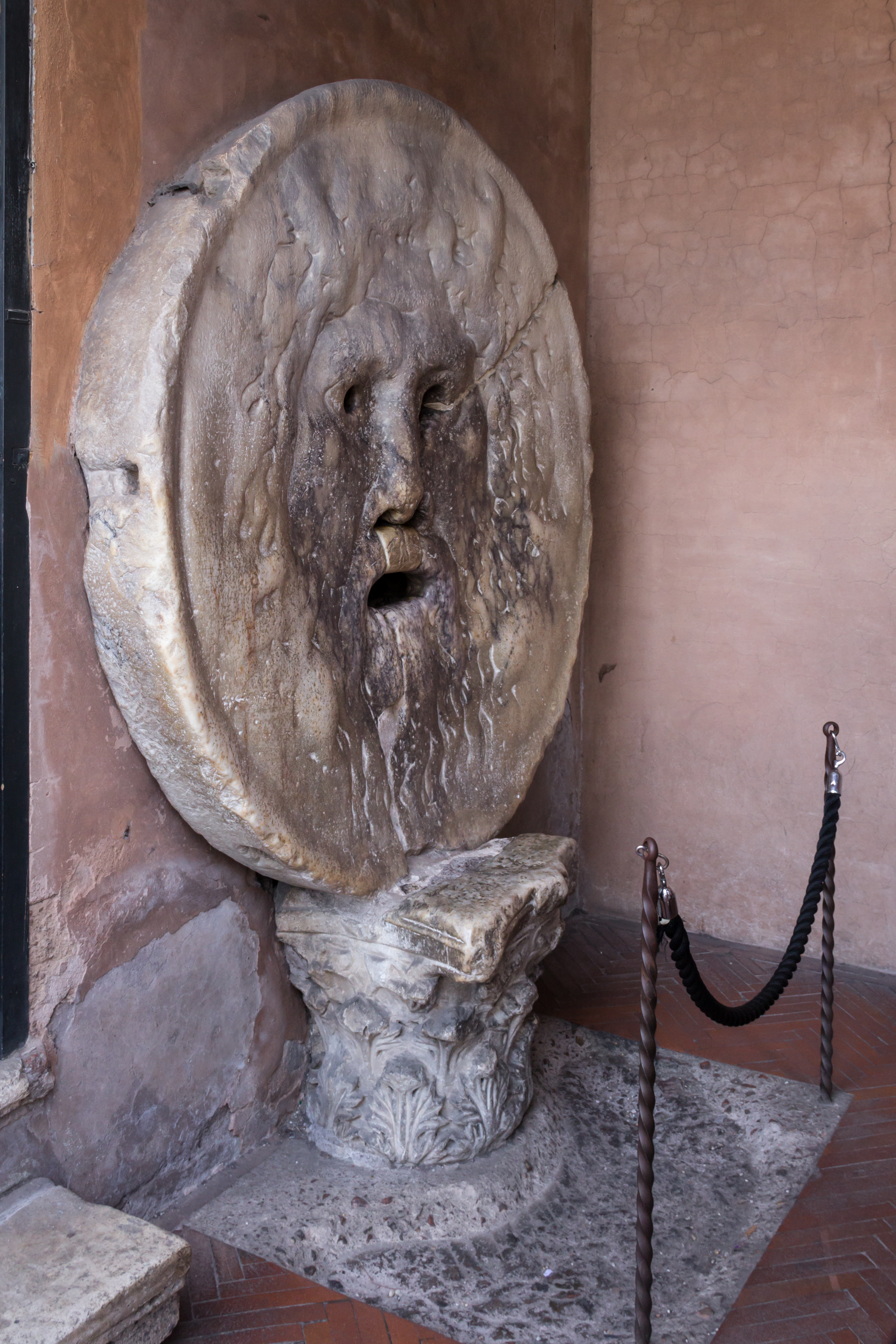
Bocca della Verità

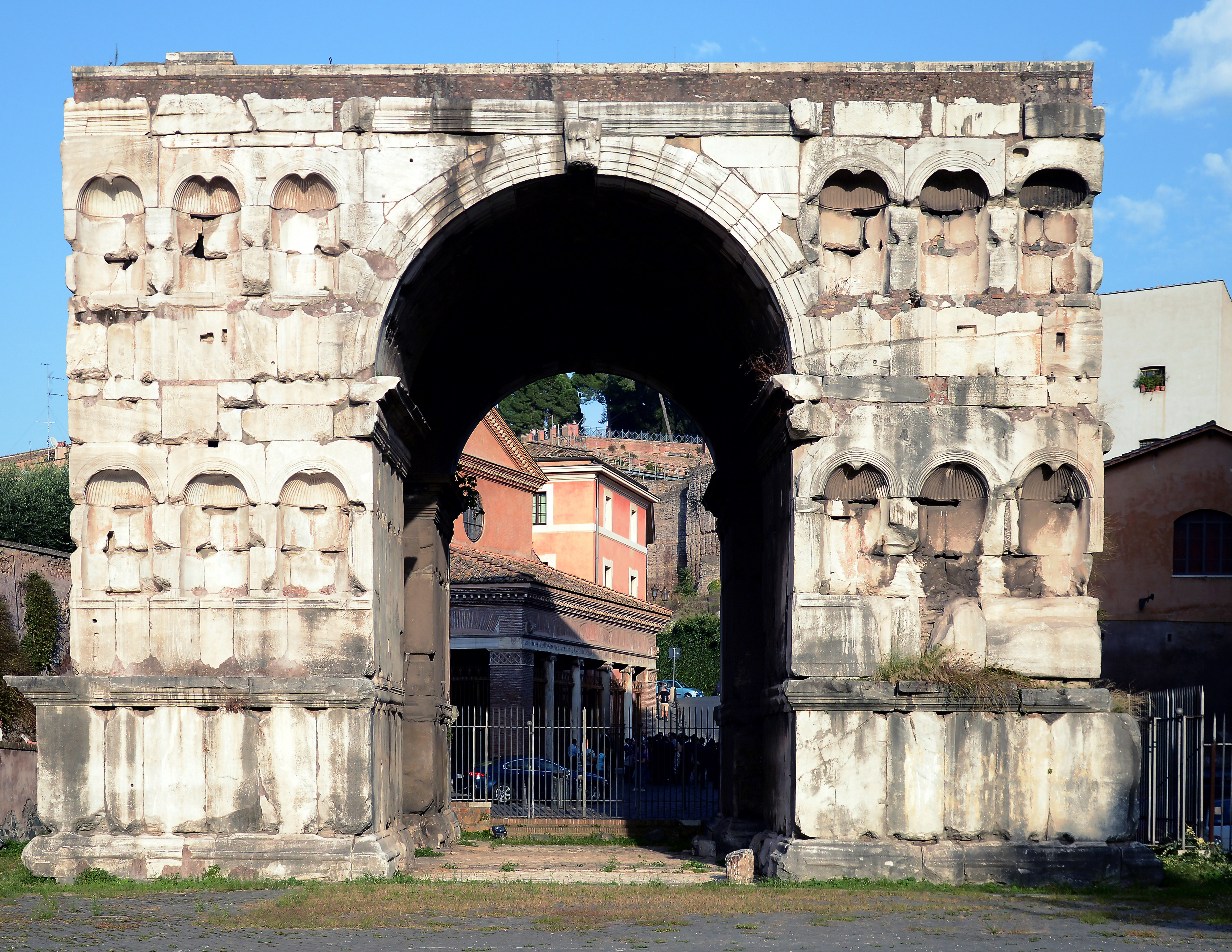
Arco de Jano

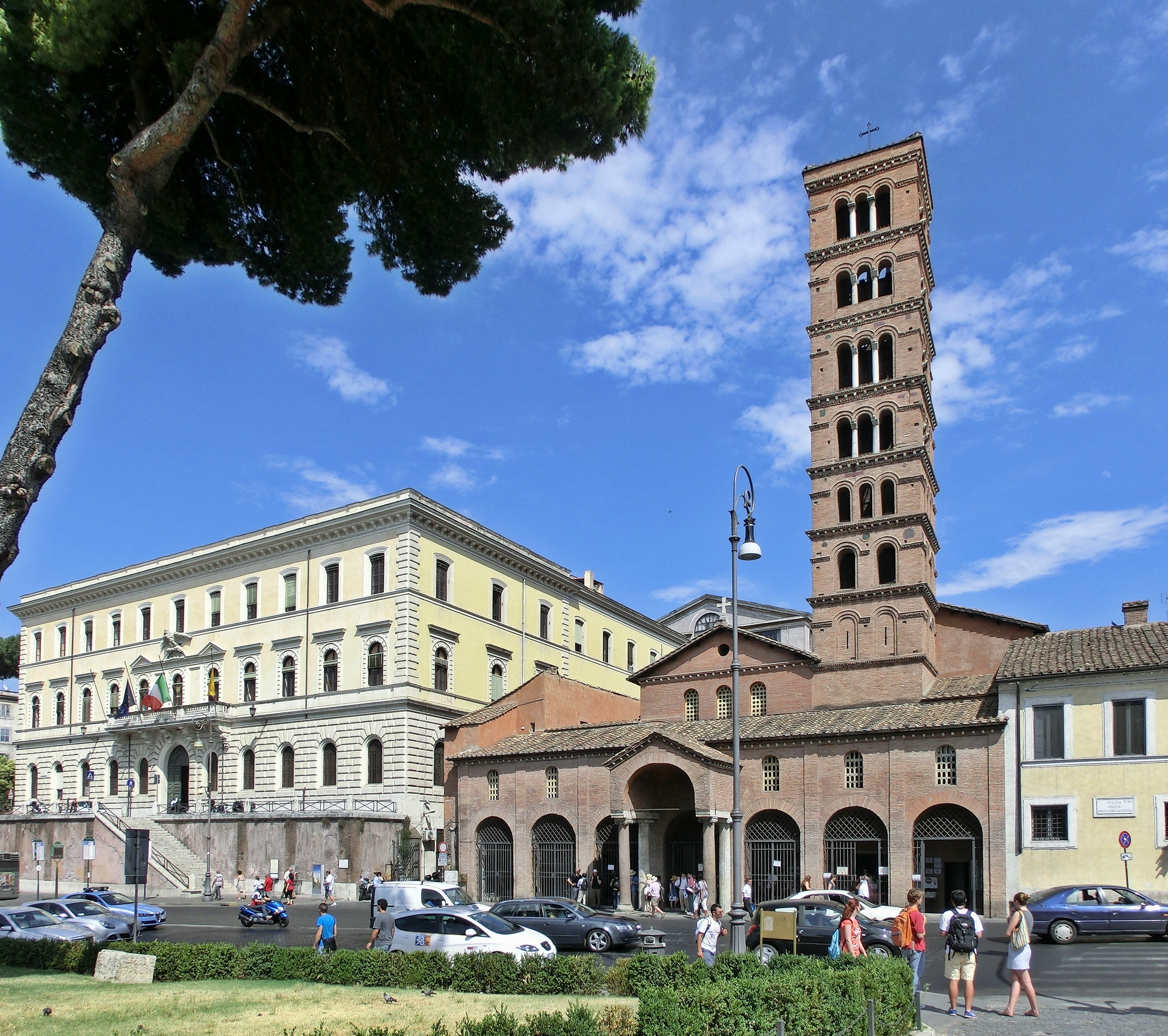
Santa Maria in Cosmedin e o Palazzo della Pantanella

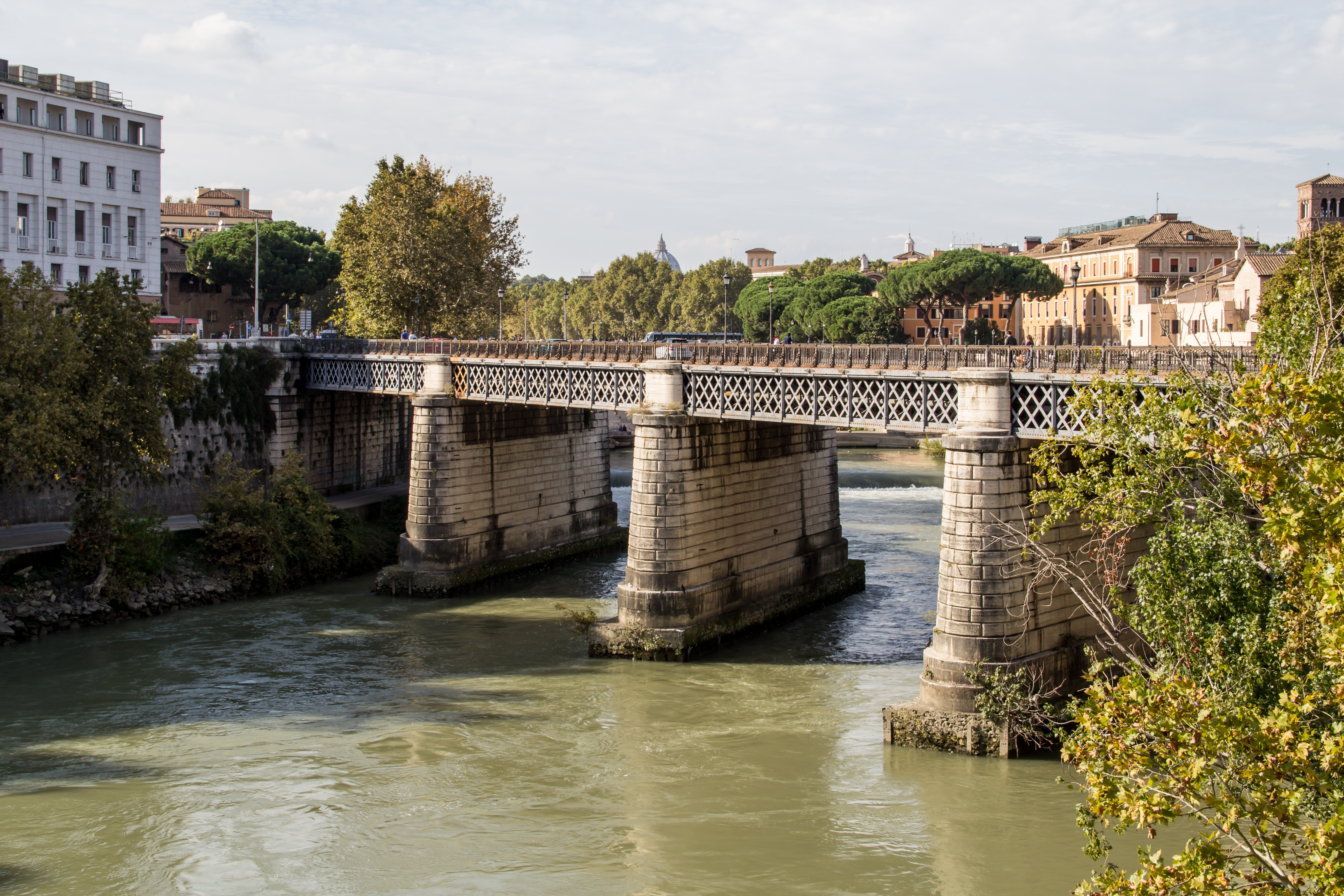
Ponte Palatino

- Roseto Comunale (Ortaccio degli Ebrei)
- Torre Caetani (Torre della Pulzella)
- Torre della Moletta
- Torri dei Pierleoni
- Viale Aventino

### Antiguidades romanas
Aventino
- Templo da Bona Dea
- Santuário de Ceres, Líber e Líbera (demolido)
- Templo de Flora
- Templo de Juno Regina (demolido)
- Templo de Júpiter Doliqueno (demolido)
- Templo de Júpiter Libertador (demolido)
- Templo de Mercúrio (demolido)
- Templo de Minerva (demolido)
- Templo de Luna (demolido)
- Templo de Vertumno (demolido)
- Termas de Décio (demolida)
- Termas Suranas (demolida)

Fórum Boário
- Arco dos Argentários
- Arco de Jano
- Bocca della Verità
- Cloaca Máxima
- Grande Altar de Hércules
- Mitreu do Circo Máximo
- Templo de Hércules Víctor
- Templo de Portuno
- Templo da Pudicícia Patrícia (demolido)
- Vico Toscano

Fórum Holitório
- Pórtico do Fórum Holitório (Pórtico do Monte Caprino ou Porticus Triumphalis)
- Templo de Diana (demolido)
- Templo da Esperança
- Templo de Jano
- Templo de Juno Sóspita
- Templo da Piedade

Outros
- Circo Máximo
- Mitreu de Santa Prisca
- Porta Capena
- Porta Triunfal
- Sítio de Santo Omobono
- Templo de Fauno

## Edifícios

### Palácios evillas
- Casa dei Crescenzi
- Casale Maccarani Torlonia
- Casina dei Pierleoni
- Palazzo dell'Anagrafe
- Palazzo Diaconale di Santa Maria in Cosmedin
- Palazzo Pantanella
- Palazzetto Pierleoni
- Rocca Savella
- Villa del Priorato di Malta

### Outros edifícios
- Casa Generalizia delle Suore della Carità (Via di Santa Maria in Cosmedin)
- Eremitorio di Sant'Anna (Sant'Anna di Marmorata)
- Lazzaretto di Roma
- Monastero di Sant'Antonio Abate all'Aventino
- Monastero di Tor de' Specchi
- Museo della Camera storica
- Museo della confraternita di sant'Eligio dei Ferrari
- Ospedale Israelitico di Roma
- Ospedale San Giovanni Calibita Fatebenefratelli
- Ospizio di Santa Galla (demolido)
- Pontifício Ateneu de Santo Anselmo

### Igrejas
- Sant'Anselmo all'Aventino
- Sant'Antonio Abate all'Aventino
- San Bartolomeo all'Isola
- Santi Bonifacio e Alessio
- Sant'Eligio dei Ferrari |
- San Giorgio al Velabro
- San Giovanni Calibita
- San Giovanni Decollato
- Santa Maria del Priorato na Villa del Priorato di Malta
- Santa Maria in Cosmedin |
- San Nicola in Carcere
- Sant'Omobono
- Santa Prisca
- Santa Sabina
- San Vincenzo de Paoli

Igrejas desconsagradas
- Oratorio di Gesù al Calvario e di Maria (Santa Maria Addolorata dei Sacconi Rossi)
- Santa Maria del Sole (Templo de Hércules) |
- Santa Maria Egiziaca (Templo de Portuno)

Igrejas demolidas
- Sant'Aniano dei Ciabattini‎
- Sant'Anna a Ripa |
- Santa Galla Antiqua
- San Lazzaro alla Marmorata |
- Santa Maria Maggiore in Aventino